# Pizzo Quadro (Alpi dell'Adula)
Il Pizzo Quadro (3.015 m s.l.m. - detto anche Cima de Pian Guarnei) è una montagna della Catena Mesolcina nelle Alpi Lepontine.

## Descrizione
Si trova lungo il confine tra l'Italia (provincia di Sondrio) e la Svizzera (Canton Grigioni). Dal versante svizzero la montagna domina la val Mesolcina; dal versante italiano si affaccia sulla Valchiavenna.